# Peter Wiese
Peter Wiese (født 2. april 1933 i Ringkøbing, død 16. august 1993) var en dansk jurist, der fra 1979 til 1993 var departementschef i Statsministeriet fra 1979 til 1993.
Wiese, der var uddannet cand.jur., arbejdede blandt andet som afdelingschef i Justitsministeriet inden han i 1979 tiltrådte som departementschef i Statsministeriet.

## Tamilsagen
Som departementschef under statsminister Poul Schlüter spillede han en rolle i udformningen af gulvtæppetalen, hvori Schlüter med henvisning til Tamilsagen siger, at der "ikke er fejet noget ind under gulvtæppet." Schlüter pointerede i en senere bog, at han førte sig ført bag lyset.
Højesteretsdommer Mogens Hornslet skrev i Tamilrapporten, at der kunne have været grundlag for at gøre et et disciplinært ansvar gældende over for Peter Wiese i form af en tjenestemandssag. "Det kan undre, at Peter Wiese ikke i det mindste tilkendegav over for statsministeren, at han ved at holde talen i den form (…) kunne bringe sig på kant med ministeransvarlighedsloven", skriver Hornslet.
I forbindelse med regeringsskiftet efter Tamilsagen blev Peter Wiese afskediget som departementschef og blev erstattet af Ulrik Federspiel.
Peter Wiese var ramt af sygdom og blev indlagt til undersøgelse dagen efter Tamilrapporten havde fældet Schlüters regering. Han døde i august 1993, 60 år gammel.